# Блокнот (программа)
Блокнот (англ. Notepad) — простой текстовый редактор, являющийся частью операционных систем Microsoft Windows, начиная с вышедшей в 1985 году Windows 1.0.
Блокнот использует оконный класс EDIT. Вплоть до вышедшей в 2000 году Windows ME поддерживались только самые базовые функции, многие функции были доступны только из меню, а максимальный размер файла составлял 64 килобайта (предел класса EDIT). Позднее редактор стал поддерживать контекстную замену, горячие клавиши (например, Ctrl+S для сохранения файла), был снят предел в 64 Кбайт и добавлена поддержка Юникода.
Кроме Windows, Блокнот способен выполняться также в ReactOS и Wine.
Блокнот до Windows 10 был не способен корректно работать с файлами в текстовом формате Unix, где символом переноса является байт с кодом 10, в отличие от Windows и DOS, где используются байты 13, 10 (см. статью Новая строка).
В 1990-е, на заре развития Интернета была популярна шутка, что лучшим веб-редактором является Блокнот. Программист Microsoft Реймонд Чен (Raymond Chen) утверждает, что в конце 1990-х годов Блокнот и в самом деле выиграл шуточный приз в номинации «Лучший веб-редактор». В Microsoft, однако, даже не смогли назвать имя создателя программы, который был приглашён для участия в церемонии награждения.

## Функции
28 февраля 2023 года, вместе с выходом крупного обновления Windows 11, Блокнот получил поддержку вкладок — функциональность полностью аналогична таковым в браузерах, «Проводнике» и прочих программах.
Весной 2024 года Microsoft встроил в «Блокнот» функции проверки орфографии (отличительную черту своего текстового редактора Word из состава пакета Office) и автозамены. До лета 2024 года они находились в тестовых версиях Windows 11, а начиная с июля все пользователи стабильных версий ОС получают доступ к функциям.
7 ноября 2024 года в редактор была добавлена функция редактирования текста на основе ИИ — Rewrite. С помощью неё можно перефразировать текст, изменить его длину и тон. Продолжив разработку в этом направлении, 22 мая 2025 Microsoft добавила в «Блокнот» (версия 11.2504.46.0) инструмент «Write», с помощью которого можно генерировать текст на основе ИИ.
30 мая 2025 года Microsoft добавила в «Блокнот» (версия 11.2504.50.0) форматирование текста: заголовки, жирные и курсивные шрифты, списки, гиперссылки, а также язык разметки Markdown. При этом сохранив отключение этих возможностей.
Распознавание кодировок
Блокнот определяет кодировку текста в файле посредством считывания первых байтов открываемого документа.
| Байты в hex-представлении | Кодировка             |
| ------------------------- | --------------------- |
| FE FF                     | Unicode Big Endian    |
| FF FE                     | Unicode Little Endian |
| EF BB BF                  | UTF-8                 |